# 이오니섬

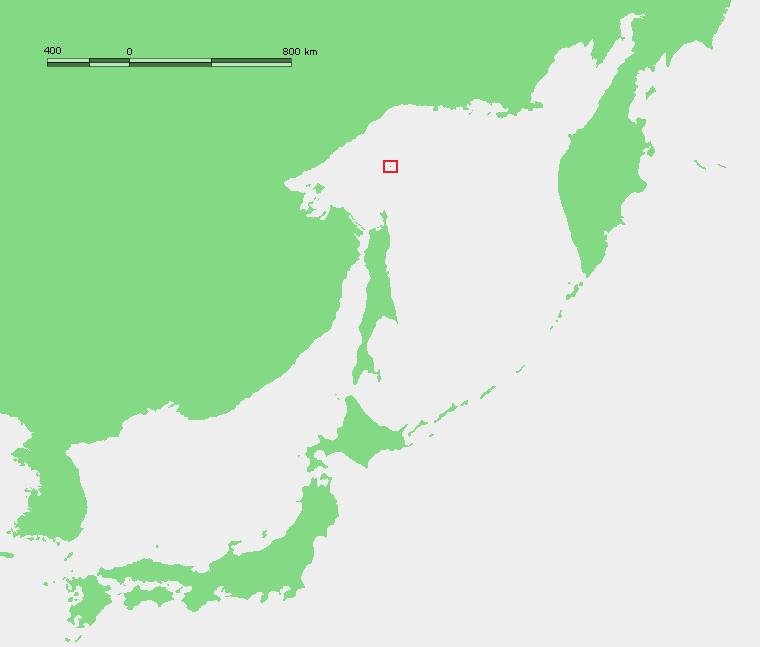
이오니섬의 위치

이오니섬(러시아어: Остров Ионы) 또는 이오나섬(Jonas' Island)은 오호츠크해상의 작은 섬이다. 오호츠크해에서 유일하게 외양에 떠있는 섬이며, 다른 모든 섬들은 해안에 붙어있거나 쿠릴 열도에 속한다. 길이는 1.6 km, 너비는 850 m이며 최대 해발고도는 165 m이다. 섬은 척박하고 원뿔 모양이며 주변에 암석들이 솟아 있다. 행정적으로 이오니섬은 러시아 연방 하바롭스크 변경주에 속한다. 섬 이름은 성자 모스크바의 이오나에서 따온 것이다.

## 같이 보기
- 러시아의 섬 목록